# Positive Dub
Positive Dub – dwunasty album studyjny Black Uhuru, jamajskiej grupy muzycznej wykonującej roots reggae.
Płyta została wydana w roku 1987 przez waszyngtońską wytwórnię RAS Records. Znalazły się na niej zdubowane wersje piosenek z poprzedniego albumu zespołu, Positive. Miksu utworów dokonał w Music Mountain Studio w Kingston Steven Stanley, który zajął się też produkcją krążka. W roku 1991 wspólnym nakładem labelów ROIR Records i Danceteria Records ukazała się reedycja albumu pod nazwą The Positive Dub, zawierająca również jeden dodatkowy utwór.

## Lista utworów
1. „Dub Town"
2. „Burning Dub"
3. „Positively Dub"
4. „Conceptual Dub"
5. „Space Within Your Dub"
6. „Extra Dry Dub"
7. „Painfully Dub"
8. „Dub Creation"
9. „Conquer The Dub” (tylko w reedycji z roku 2001)